# دیمه خطیب
دیمه خطیب (عربی: ديمة الخطيب؛ زادهٔ ۱۴ ژوئیهٔ ۱۹۷۱) روزنامه‌نگار، شاعر، نویسنده، و مترجم اهل سوریه است.
او در سال ۱۹۹۷ به شبکه خبری الجزیره پیوست و در حال حاضر مدیر یک بخش رسانه‌ای از شبکه الجزیره است. او به هشت زبان انگلیسی، عربی، پرتغالی، چینی، فرانسوی، اسپانیایی، آلمانی و ایتالیایی صحبت می‌کند.